# Revolut
Revolut — фінансово-технологічна компанія, яка пропонує банківські послуги. Була заснована 2015 року росіянином Миколою Сторонським та українцем Владом Яценком. Штаб-квартира компанії  в Лондоні. Займається обміном валют, платіжними картками, торгівлею акціями, криптовалютами, товарами.
2020 року компанія досягла прибутковості і з оцінкою в 4,2 млрд фунтів, стала найціннішою в сфері фінансово-технологічних компаній Британії. У січні 2021 року подала заявку на отримання банківської ліцензії Британії. Додаткове фінансування в $800 млн у липні 2021 року довело вартість компанії до $33 млрд.

## Історія
Компанія заснована 1 липня 2015 року Миколою Сторонським та Владом Яценком. Компанія спочатку базувалася в Level39, інкубаторі фінансових технологій в Кенері-Ворфі Лондона.
26 квітня 2018 року Revolut оголосив, що залучив ще 250 мільйонів доларів США в рамках раунду фінансування від DST Global, розташованої в Гонконзі. Загальна оцінка склала 1,8 мільярда доларів і, таким чином, стала стартапом-єдинорогом. DST Global заснував Юрій Мільнер, якого підтримував Кремль у своїх попередніх інвестиціях.
У грудні 2018 року Revolut отримав ліцензію банку Challenger від Європейського центрального банку за сприяння Банку Литви, дозволивши приймати депозити та пропонувати споживчі кредити, але не надавати інвестиційні послуги. У той же час ліцензія Інституту електронних грошей також була видана Банком Литви.
У березні 2019 року фінансовий директор компанії Пітер Хіггінс подав у відставку
У липні 2019 року Revolut розпочав безкомісійну торгівлю акціями на Нью-Йоркській фондовій біржі та NASDAQ, спочатку для клієнтів у своєму плані Metal. Згодом це стало доступним для всіх користувачів.
У серпні 2019 року компанія оголосила про найми на роботу із традиційним банківським бізнесом топ-фахівців, що працювали у відомих компаніях: Вольфганга Бардорфа — виконавчого директора Goldman Sachs та глобального керівника моделей та методологій ліквідності в Deutsche Bank, Філіпа Дойла — колишнього керівника відділу в ClearBank та менеджеру з питань запобігання шахрайству в Visa, а також Стефана Вілле — колишнього віце-президента з питань фінансів у N26 та менеджера з корпоративних фінансів у Credit Suisse.
У жовтні 2019 року компанія уклала глобальну угоду з Visa, в результаті якої вона вийшла на 24 нових ринків і найняла близько 3500 додаткових співробітників.
У лютому 2020 року Revolut завершив раунд фінансування, який більш ніж втричі збільшив вартість компанії до 4,2 млрд фунтів стерлінгів. Так компанія стала найціннішим стартапом у галузі фінансових технологій у Великій Британії.
У серпні 2020 року компанія Revolut запустила свій фінансовий додаток в Японії.
У листопаді 2020 року компанія Revolut стала прибутковою.
У січні 2021 року компанія оголосила, що подала заявку на отримання ліцензії на банківське обслуговування у Великій Британії. У березні 2021 року компанія Revolut подала заявку на створення банку в США за допомогою заявок у FDIC та до Каліфорнійського департаменту фінансового захисту.
Додаткове фінансування в розмірі 800 мільйонів доларів у липні 2021 року довело вартість компанії до 33 мільярдів доларів.

## Засновник
Микола Миколайович Сторонський — засновник та Генеральний директор компанії Revolut. Він російсько-британський підприємець. Він навчався в магістратурі фізики у Московському фізико-технічному інституті. Також він здобув ще й ступінь магістра економіки в Новій економічній школі в Москві. Працював трейдером у Credit Suisse та Lehman Brothers. Разом з українським підприємцем Владом Яценком, колишнім розробником Credit Suisse та Deutsche Bank, Сторонський заснував Revolut та залучив близько 3,5 мільйонів доларів.
Його батько Микола Сторонський є гендиректором «Газпром промгаз» з 2019 року

## Послуги
Revolut пропонує банківські послуги, включаючи банківські рахунки у GBP та EUR, дебетові картки, безоплатну біржу валют, біржову торгівлю, обмін криптовалютами та однорангові платежі. Мобільний додаток Revolut підтримує зняття коштів та банкоматів у 120 валютах та надсилання у 29 валютах безпосередньо з програми. За виплати у вихідні дні стягується додаткова комісія від 0,5 % до 2 %, що захищає їх від коливань курсу валют.
Компанія також надає клієнтам доступ до криптовалюти як от: Bitcoin, Ethereum, Litecoin, Bitcoin Cash та XRP шляхом обміну з 25 фіатних грошей. За покупку чи продаж знімається плата в розмірі 1,5 %. Крипто неможливо депонувати або витратити, лише перетворити назад у фіат всередині Revolut. Крім того, банки Revolut з Metropolitan Commercial Bank [Архівовано 13 липня 2021 у Wayback Machine.] Нью-Йорка, які не дозволяють переказувати гроші Fiat на криптовалютні біржі або з них.
Компанія забезпечує механізм торгівлі акціями, доступ до ряду американських акцій та часткової купівлі / продажу акцій. Активи, придбані в додатку, не можуть бути передані іншому брокеру, але їх слід продати / перетворити назад у готівку, яку потім можна зняти.

## Суперечки

### Автоматичне призупинення рахунків
Revolut, як і традиційні фінансові установи, використовує алгоритми для ідентифікації відмивання грошей, шахрайства та іншої злочинної діяльності, але на відміну від решти учасників банківської галузі, алгоритми Revolut додатково викликають автоматичне призупинення рахунків. Revolut пояснює, що «система запрограмована на тимчасове блокування облікового запису та розміщення його в черзі до тих пір, поки один з наших агентів з питань відповідності не розгляне справу».
Дедалі частіше повідомляється, що алгоритми Revolut призупиняють зростання кількості облікових записів помилково на тижні або місяці за один раз, оскільки Revolut не має достатньої кількості агентів, що відповідають вимогам, для перевірки автоматизованих призупинень, і хоча Revolut не сплачує відсотків за великі призупинені залишки, клієнти Revolut можуть отримувати відсотки за кошти на оптових грошових ринках. Daily Telegraph повідомляє, що Revolut призупинив рахунок на якому перебувало 90 000 фунтів стерлінгів, більш як на два місяці, а інший клієнт подолав 500 миль від Оверні у Франції до лондонських офісів Revolut, безуспішно намагаючись повернути 15 000 фунтів стерлінгів на рахунку, який Revolut заблокував без будь-якого обґрунтування. У ще одному випадку, про який повідомляє The Times, Revolut зупинив і згодом закрив бізнес-рахунок, де розміщено 300 000 євро, що належать Priorité Energie, який «допомагає сім'ям з низьким рівнем доходу в Парижі утеплювати свої будинки за урядовою ініціативою», заважаючи компанії платити персонал.

### Працевлаштування
У березні 2019 року  Wired  опублікував виклад практики зайнятості компанії та внутрішньої культури. Були наведені докази неоплачуваної роботи, великої плинності персоналу та наказу працівникам працювати у вихідні дні для підвищення показників ефективності. У пізнішій статті в грудні 2019 року у Wired зазначалося, що Revolut мав вищий рейтинг, ніж його колеги на Glassdoor.
У червні 2020 року Wired опублікував інформацію про подальше звільнення співробітників Revolut під час пандемії COVID-19, коли співробітники, особливо в Кракові, отримали вибір щодо звільнення з посади через недостатню ефективність або за взаємною угодою про добровільне залишення компанії, щоб зменшити кількість 62 звільнень за ініціативною роботодавця, оголошених Revolut. У звіті пояснюється, що «нинішні та колишні співробітники Revolut кажуть, що керівництво було змушене ухвалити рішення про звільнення працівників, хоча компанія не мала законних підстав звільняти їх». Наприклад, на працівників у місті Порту чинили тиск, аби вони відмовились від зарплати, аби зберегти робоче місце. За інформацією Wired, у повідомленні, надісланому 495 штатним працівникам через Slack незабаром після пропозиції відмовитись від зарплати, керівник служби підтримки Інна Гринова закликала їх взяти участь:
|  | На сьогодні майже 20 відсотків наших співробітників по всьому світу подали заяви. Ми зібрали лише 44 заявки [sic] (з 495 співробітників), що є дуже малою кількістю. Наша мета - використовувати SSS як альтернативу потребі звільнення працівників та скорочення інших витрат. Отже, успіх SSS залежить від усіх нас. Якщо цього буде недостатньо, на жаль, нам доведеться піти на інші кроки, яких ми спробуємо уникнути. Позитивного впливу SSS можна досягти лише тоді, коли ми будемо працювати разом». |